# Otto Rauth (Autor)

Porträtfoto Otto Rauth, 1914

Otto Rauth (* 3. Juni 1881 in Leipzig; † 11. November 1967, ebenda) war ein deutscher Jurist, Publizist und Übersetzer. Von 1932 bis zu seinem Tod war Rauth "Kalantar" der Mazdaznan-Bewegung für Deutschland, die deutschsprachigen Länder sowie für Dänemark, Schweden und Norwegen. Neben dem Mazdaznan-Gründer Otoman Zar-Adusht Hanish und dem für die Verbreitung der Mazdaznan-Botschaft in Europa zuständigen Ehepaar Frieda (1862–1955) und David Ammann (1855–1923) zählt Otto Rauth zu den wichtigsten Protagonisten dieser religiös-lebensreformerischen Bewegung.

## Leben

### Herkunft und Ausbildung
Otto Rauth wurde als Sohn des aus dem Rheinland stammenden und ab 1877 in Leipzig ansässigen Gastwirtes, Weinhändlers und späteren Großkaufmanns Carl Rauth (* 23. Mai 1847 in Ober-Ingelheim am Rhein; † 5. Juli 1917 in Leipzig) und dessen Ehefrau Elisabeth Rauth, geborene Holzammer (* 7. Mai 1850 in Mainz; † 8. März 1929 in Leipzig), geboren. Sein jüngerer Bruder war der Maler und Grafiker Leo Rauth.
Ab 1895 besuchte Otto Rauth das König-Albert-Gymnasium, welches er Ostern 1902 mit dem Reifezeugnis verließ. Anschließend studierte er Rechtswissenschaften an der Universität Leipzig und wurde am 26. Juni 1906 mit dem Prädikat magna cum laude promoviert. Seine Dissertation zum Thema Der Inhalt des § 952 des Bürgerlichen Gesetzbuches gewann den ersten Preis des von der Leipziger Juristenfakultät im Jahre 1904/05 ausgeschriebenen Preisthemas.
Während seines Referendariats arbeitete Rauth am Königlichen Amtsgericht in Leipzig und ließ sich anschließend ebenda als Anwalt nieder.

### Tätigkeit für Mazdaznan

#### Vor dem Ersten Weltkrieg
Obgleich Rauth nach eigenem Bekunden erst „seit April 1912 dem Mazdaznan-Bund im erweiterten Vorstand als Mitglied angehörig“ war, kam er nach Darstellung Robert Ehlers bereits während seiner Studienzeit mit der Mazdaznan-Lehre in Berührung. Als der vom Mazdaznan-Begründer Otoman Zar-Adusht Hanish in der Eigenschaft eines Botschafters für Europa entsandte Schweizamerikaner David Ammann ab Sommer 1907 von Leipzig aus die Mazdaznan-Botschaft im deutschsprachigen Raum zu verbreiten begann, besuchte Otto Rauth regelmäßig dessen Vorträge und Kurse. Bereits auf der Leipziger Sommer-Gahanbar 1910 führte Rauth ägyptische Atemtechniken gemäß der Mazdaznan-Lehre mit großer Könnerschaft vor.
Aufgrund seines persönlichen Eifers, seiner intellektuellen Fähigkeiten und seiner juristischen Ausbildung trat Rauth zur Familie Ammann schnell in engeren Kontakt und wurde deren persönlicher Ratgeber und Anwalt. Als solcher setzte er sich für die rechtliche Konsolidierung der jungen Bewegung in Deutschland ein. 1913 wurde sie unter der Bezeichnung Mazdaznan-Bund ins Vereinsregister des Leipziger Amtsgerichts eingetragen und damit amtlich anerkannt. Im gleichen Jahr wurde dem 1909 gegründeten Mazdaznan-Verlag die Rechtsform einer GmbH verliehen. Darüber hinaus wurden für Ammann die Urheberrechte an der von ihm herausgegebenen deutschsprachigen Mazdaznan-Literatur gesichert. Ab 1912 gehörte Rauth offiziell dem engeren Führungszirkel der Bewegung an. Auf dem Mazdaznan-Bundestag im Dezember 1913 wurde er zum Schriftführer des Bauausschusses für einen geplanten Mazdaznan-Tempel in Leipzig gewählt.
Als im Frühjahr 1914 David Ammann von den sächsischen Behörden als unerwünschte Person des Landes verwiesen werden sollte, „übernahm Rauth die Kommunikation mit den Behörden“. Er setzte alle ihm zur Verfügung stehenden juristischen Mittel ein, um die Rücknahme des Ausweisungsbescheides zu erreichen. Nachdem der von Ammann für den 6. Mai 1914 geplante öffentliche Abschiedsvortrag Die Rasse der Zukunft und Rassenhygiene vom Gesundheitsamt Leipzig untersagt und eine Klage dagegen abgewiesen worden war, forderte Rauth die Mitglieder und Sympathisanten des Mazdaznan-Bundes zu einer Erklärung auf, mittels der sie für die Unbedenklichkeit der Mazdaznan-Lehre Zeugnis ablegen und ihren Protest gegen die Ausweisung Ammanns zum Ausdruck bringen sollten. Nach Rauths Angaben wurden über 1000 sogenannter Zeugnisbereitschaftserklärungen an die Zentrale in Leipzig gesandt. Einen Teil dieser Erklärungen verwendete Rauth für das von ihm herausgegebene Masdasnan-Weißbuch. Mit diesem Buch verfolge Rauth das Ziel, "die Öffentlichkeit über Wesen und Wert der Masdasnanlehre aufzuklären". Nach Rauths Angaben hatte diese Schrift einen erneuten Mitgliederzuwachs zur Folge. Zugleich wollte der Mazdaznan-Bund damit gegen die am 19. August 1914 erfolgte Beschlagnahme des von Otoman Zar-Adusht Hanish verfassten und von David Ammann übersetzten Buches Masdasnan-Wiedergeburtslehre protestieren, das die Behörden als "eine in den Deckmantel einer Sitten- und Gesundheitslehre eingehüllte unzüchtige Schrift" indiziert hatten.
Als sich das Scheitern der juristischen Bemühungen um die Rücknahme des Ausweisungsbescheides gegen Ammann und seine Familie abzuzeichnen begann, heiratete Otto Rauth am 15. Juni 1914 in Leipzig David Ammanns Tochter Hedwig, die durch diesen Rechtsakt die sächsische Staatsbürgerschaft erhielt und somit als einziges Mitglied der Familie Ammann von der Ausweisung verschont blieb. Die feierliche Einsegnungsfeier des Paares im Mazdaznan-Ritus stellte einen der Höhepunkte auf der internationalen Mazdaznan-Konferenz dar, die vom 16. bis 19. Juli 1914 in Zürich stattfand.
Während David Ammann nach seiner Ausweisung im schweizerischen Herrliberg ein neues Mazdaznan-Zentrum, die Aryana Lebensschule, aufbaute, hielt das Ehepaar Rauth die Arbeit in der Leipziger Zentrale aufrecht. Die „neue 'Doppelspitze' Hedwig Rauth-Ammann - Otto Rauth … übernahm … fortan nicht nur die Leitung der 'Mazdaznan-Infrastruktur' (Versandhandel, Verlag), sondern die Führung der Religionsgemeinschaft in Deutschland“.

#### Während des Ersten Weltkrieges
Der Erste Weltkrieg wirkte sich aufgrund der schwierigen politischen und ökonomischen Verhältnisse hemmend auf die Arbeit der Leipziger Zentrale aus. Wie viele andere männliche Mitglieder der Mazdaznan-Bewegung wurde auch Otto Rauth zum Militärdienst verpflichtet. Er kämpfte ab Februar 1915 an der Westfront. Am 7. Oktober 1915 wurde er mit dem Eisernen Kreuz ausgezeichnet und zum Adjutanten eines Regimentsstabes, später zum Truppenführer ernannt.
Im Februar 1915 wurde Rauth der Bundesvorsitz des Mazdaznan-Bundes e. V. übertragen. Ab Juni 1915 fungierte er zudem als Herausgeber der Mazdaznan-Mitgliederzeitschrift. Hedwig Rauth-Ammann war in dieser Zeit für das Versandhaus und die Abhaltung von Kursen verantwortlich.
Die ursprünglichen Räumlichkeiten der Leipziger Bundes-Zentrale in der Schulstraße 1 mussten 1916 aufgegeben werden. Viele Aktivitäten konnten in dieser Zeit nur von der politisch neutralen Schweiz aus weitergeführt werden, weswegen Herrliberg mit Ammanns Aryana-Lebensschule – vor allem für die Mitglieder der Schweiz und des Süddeutschen Raumes – faktisch zum eigentlichen Zentrum der Bewegung wurde, wohingegen Leipzig mehr und mehr an Bedeutung verlor.

#### In der Weimarer Republik
Aufgrund dessen musste die Mazdaznan-Zentrale in Leipzig nach dem Ende des Ersten Weltkrieges durch Otto Rauth neu organisiert werden. 1919 zog die Geschäftsstelle mit dem Verlags- und Versandgeschäft in das Wohn- und Geschäftshaus Hospitalstraße 12, das der Familie Rauth gehörte und fortan zur Mazdaznan-Zentrale ausgebaut wurde.
Otto Rauth betätigte sich in dieser Zeit vor allem als Herausgeber der Mazdaznan-Mitgliederzeitschrift und als Übersetzer und Neubearbeiter der Schriften Otoman Zar-Adusht Hanishs. Seine Frau leitete weiterhin das Versandgeschäft. Daneben organisierte man gemeinsam Vortragsreisen und die halbjährlich an Ostern und Weihnachten stattfindenden Gahanbars, für die zumeist das nahegelegene Buchgewerbehaus als Versammlungslokal genutzt werden konnte.
1921 kam – erstmals seit seiner Ausweisung aus Sachsen – David Ammann aus der Schweiz nach Deutschland, um Vorträge und Kurse, u. a. auch in Leipzig, zu halten. Während einer dieser Vortragsreisen starb Ammann unerwartet am 20. Februar 1923 in Frankfurt am Main. Nach seinem Tod verschärfte sich der Führungsstreit zwischen den Mazdaznan-Zentren Herrliberg und Leipzig.
Otoman Zar-Adusht Hanish reiste, wohl nicht zuletzt aufgrund dieser Spannungen, nunmehr in regelmäßigen Abständen zu Vortragsreisen nach Deutschland und durch ganz Europa. Diese Reisen wurden von Otto Rauth organisiert und größtenteils auch finanziert. Rauth begleitete Hanish während dieser Aufenthalte und stenografierte dabei jede Rede, jede Äußerung, die der Mazdaznan-Gründer verlauten ließ. Diese Aufzeichnungen dienten Rauth später als Grundlage für seine umfangreiche publizistische Tätigkeit.
Die Besuche Hanishs wurden zudem genutzt, um die Bewegung inhaltlich und organisatorisch neu zu strukturieren. Bereits 1923 setzte Hanish Frieda Ammann als Nachfolgerin ihres Mannes mit der Bezeichnung Mutter Superior und Botschafterin für Europa ein, während ihr Schwiegersohn Otto Rauth als Mazdaznan-Reichskanzler die Bewegung organisatorisch zu führen und über die Reinheit der Lehre zu wachen hatte. Ab 1924 wurde die Führung der Mazdaznan-Bewegung wieder offensiv von Leipzig aus vertreten.
In den nachfolgenden Jahren wurden im hauseigenen Verlag rund zwei Dutzend Schriften, basierend auf den stenografisch festgehaltenen Ansprachen Hanishs, in teilweise zweistelligen Auflagenzahlen und einer jeweiligen Auflagenhöhen von bis zu 60 000 Exemplaren, dazu hunderte von Flugschriften und die monatlich (später vierteljährlich) erscheinende Mazdaznan-Mitgliederzeitschrift von Otto Rauth publiziert.
Am 31. Juli 1926 wurde die Mazdaznan-Tempel-Vereinigung e. V. als deutscher Zweig der Reorganized Mazdaznan Temple Association of Associates of God ins Vereinsregister beim Leipziger Amtsgericht eingetragen. Sie unterstand Otoman Zar-Adusht Hanish und Frieda Ammann, die den Vorstand frei ernennen konnten.
Ab 1928 fanden in der Leipziger Zentrale regelmäßig Lehrwochen, die sogenannte Lebensschule, statt, die von der Familie Rauth-Ammann organisiert und geleitet wurden.
Auf der Prager Oster-Gahanbar 1932 wurde Otto Rauth schließlich durch Otoman Zar-Adusht Hanish zum Kalantar für Deutschland, die deutschsprachigen Länder sowie Dänemark, Norwegen und Schweden ernannt. Als Zeichen seiner Würde erhielt er den Ring des Bündnisses, der auf weißer Krawatte zu tragen war, „um sich immer wieder daran zu erinnern, daß ein jeder dieser Kalantare ebenso wie die Brillanten des Ringes in aller Klarheit szintillierend im Lichte, Mazdaznan in jeder Beziehung in aller Klarheit und Reinheit aufrecht erhalten muß“.

##### Politische Aktivitäten
Am 18. Oktober 1923 trat Rauth mit einem öffentlichen Vortrag zum Thema Über die neue Währung vor 650 Hörern erstmals politisch in Erscheinung. Seine Flugschrift Neue Arbeit – Neue Währung, in der er seine Vorschläge zu einer Neuordnung des staatlichen Finanz- und Arbeitsmarktes zusammengefasst hatte, wurde mit einer Eingabe dem Reichskanzler Gustav Stresemann überstellt. 1924 sandte er unter dem Titel: Deutsche Volks-Mark, die neue deutsche Währung, voll gedeckt durch die Reichs-Sicherungs-Hypothek eine überarbeitete Fassung seines Vortrags an den Reichskanzler Wilhelm Marx. Ausgehend von der These, dass ein Staat unweigerlich bankrottgehen müsse, der viele Arbeitslose, daher zu viele Beamte und demzufolge zu Wenige habe, die wirklich nützliche Arbeit leisten, empfahl er, Arbeitslose nicht mit Arbeitslosengeld zu alimentieren, sondern sie geringfügig Arbeit leisten zu lassen. Bei Mehrarbeit solle der Lohn auf ein Sperrkonto gezahlt, verzinst und dem Arbeitslosen nach einer Sperrzeit ohne Abzüge ausgezahlt werden. Diese und ähnliche Vorschläge zur Lösung der Wirtschaftskrise unterbreitete Rauth erneut am 19. Juni 1930 in einem Brief an den Reichsfinanzminister Paul Moldenhauer.
Gemeinsam mit Otoman Zar-Adusht Hanish gründete Rauth 1932 die Allgemeine Deutsche Reichsbewegung für die Rechte der Gesamtheit und gab dazu das von Hanish entworfene Reichsprogramm heraus, das die Mazdaznan-Grundsätze für eine fortschrittliche Entwicklung eines Staats- oder Gemeinwesens enthielt. Dieses Reichsprogramm „wurde jedem Regierungsmitglied, jedem leitenden Beamten und jedem Abgeordneten persönlich zugeschickt und als Flugblatt millionenfach von den Freunden in der Öffentlichkeit verteilt“. Während jene Flugblätter später die Aufmerksamkeit der Gestapo auf Rauth und die Mazdaznan-Bewegung lenkten, zeigte die Regierung hingegen kein Interesse an Hanishs Reichsprogramm.

#### Während der Herrschaft des Nationalsozialismus

Gedruckte Postkarte 1935 zur offiziellen Mitteilung des Verbots der Bewegung an die Mitglieder von Mazadaznan

Auf Einladung Otoman Zar-Adusht Hanishs reiste die Familie Rauth am 9. Juni 1933 mit dem Schiff Europa von Bremen aus nach New York. Rauth begleitete Hanish in den folgenden Monaten auf Vortragsreisen quer durch die USA und stenografierte auch bei diesen Gelegenheiten alles, was ihm dabei von Hanish zu Ohren kam.
Kurz nach der Rückkehr Rauths wurde die Mazdaznan-Bewegung mitsamt ihren An-Organisationen durch die Nationalsozialisten am 29. Juli 1935 zunächst in Sachsen und am 5. November 1935 im gesamten Reich  verboten. Die Mazdaznan Verlags- und Versandhaus GmbH wurde enteignet, das Vermögen sowie sämtliches Schriftgut der Bewegung beschlagnahmt. Dabei fiel der Gestapo die Mitgliederkartei in die Hände, was für viele der dort Verzeichneten Hausdurchsuchungen und andere Repressalien zur Folge hatte.
In dieser für die Bewegung so kritischen Zeit starb am 29. Februar 1936 Otoman Zar-Adusht Hanish, der Gründer der Mazdaznan-Bewegung. Frieda Ammann, die Botschafterin für Europa, war, auf Anraten Hanishs, von einer Reise nach Amerika nicht mehr ins Deutsche Reich zurückgekehrt.
Trotz des Verbots führten Otto und Hedwig Rauth ihre Arbeit für die Bewegung fort. Rauth war öffentlichen Anfeindungen ausgesetzt. Um Gerüchten zu begegnen, er sei jüdischer Abstammung, ließ Rauth den Ahnenpaß auf sein Briefpapier drucken.
Als im Juni 1941 im Zuge der „Heß-Aktion“ insbesondere die Anhänger der Lebensreformbewegung verstärkt politischer Verfolgung durch die Gestapo ausgesetzt waren, zählten Otto und Hedwig Rauth zu den ersten, die nach Denunziation durch einen Anhänger der Bewegung verhaftet wurden. Nach mehrmonatiger Gestapo-Haft erfolgte am 27. und 28. April 1942 die Verurteilung zu sechs bzw. zehn Monaten Arbeitslager wegen „Aufrechterhaltung einer verbotenen Organisation“. Während Hedwig Rauth in das Konzentrationslager Ravensbrück verbracht wurde, verbüßte Otto Rauth seine Strafe im Konzentrationslager Sachsenhausen. Beide begegneten im KZ weiteren Mitgliedern der Mazdaznan-Bewegung.
Am 25. Februar 1943 erfolgte der Einzug des Privatvermögens von Otto und Hedwig Rauth. Während der anglo-amerikanischen Bombenangriffe auf Leipzig wurde zudem ihr Wohnhaus, das zugleich Zentrale der Mazdaznan-Bewegung gewesen war, komplett zerstört.

#### Nach dem Zweiten Weltkrieg
Nach 1945 ging die Reorganisation der Mazdaznan-Bewegung für den deutschen Sprachraum wiederum von der Schweiz aus. Der Leiter der Zürcher Ortsgruppe, Othmar Böhmer, gab eine deutschsprachige Mazdaznan-Zeitschrift heraus, „die das durch Krieg und Nachkriegsnot zerrissene Band unter den Mitgliedern in Westdeutschland und der Schweiz neu knüpfte“.
Otto Rauth, der nach seiner Entlassung aus dem Konzentrationslager wieder nach Leipzig zurückgekehrt war, wo er nach Kriegsende eine Anwaltskanzlei in der Universitätsstraße 4 eröffnet hatte, harrte dort, trotz der politisch schwierigen Situation innerhalb der Sowjetischen Besatzungszone, weiterhin aus. Im August 1945 beantragten er und seine Frau beim Amtsgericht Leipzig, eine Mazdaznan-Vereinigung für Friedenspflege in das dortige Vereinsregister einzutragen. Dieses Bemühen scheiterte ebenso, wie der Versuch, einen neuen Verlag zu gründen. Mazdaznan blieb in der Ostzone verboten.
An der Reorganisation der Bewegung in Westdeutschland war er anfangs nicht beteiligt. Da Rauth von der baldigen Überwindung der deutschen Teilung überzeugt war, hielt er es für ratsamer, die Neuorganisation erst nach Abschluss eines Friedensvertrages zwischen Deutschland und den Siegermächten in Angriff zu nehmen. „Viele Freunde im Westen setzten sich, gewiß aus edlen, besten Beweggründen über diesen Wunsch des deutschen Kalantars hinweg und gründeten die Deutsche Mazdaznan Bewegung e. V., wirkten für die Bewegung und alte und neue Freunde waren beglückt über die Möglichkeiten, sich zusammenzufinden und für die Botschaft zu arbeiten.“
1950 fand in Zürich der erste internationale Mazdaznan-Kongress nach 1945 unter der Leitung des Elektors Henry Sorge und Clarence Gasque, der damaligen Generalbevollmächtigten der Bewegung, sowie im August 1951 und 1952 je eine Gahanbar unter gleicher Leitung in Bad Cannstatt statt.
Im November 1953 veröffentlichte die Mazdaznan-Zeitschrift eine an alle Mitglieder gerichtete Bekanntmachung, wonach am 17. November 1953 durch den Elektor Henry Sorge ein Vorstand bestimmt wurde, „der die Interessen der Deutschen Mazdaznan Bewegung für das Bundesgebiet Deutschlands wahrnehmen und vertreten soll“. Alle diese Aktivitäten erfolgten ohne Rauths Mitwirkung.
Bereits im folgenden Jahr schien Rauth seine Autorität unter den in Westdeutschland lebenden Mitgliedern zurückerlangt zu haben. In der Septemberausgabe des Jahres 1954 rief die Vereinszeitschrift Mazdaznan – Ruf an die Welt „allen unseren Lesern und Freunden, die es vielleicht nicht mehr wissen, sowie denen, die seit 1932 neu zu unserer Mazdaznan-Familie in Deutschland gekommen sind“, die letzte Verfügung Otoman Zar-Adusht Hanishs, den sogenannten Prager Vertrag von 1932 in Erinnerung, in dem er festgeschrieben hatte, dass Otto Rauth als alleiniger Kalantar für das deutschsprachige Gebiet und die angrenzenden nordischen Länder auf Lebenszeit ernannt sei und er als solcher allein das Recht habe, seine Nachfolge zu regeln. Weiterhin wurde die Einhaltung der Urheberrechte angemahnt und seitens der Redaktion erklärt, „daß die Zeitschrift 'Mazdaznan - Ruf an die Welt' mit Genehmigung des deutschen Kalantars erscheint, bis Herr Dr. Rauth sie wieder in eigene Regie übernehmen kann“.
In der Mai-Ausgabe des Jahres 1955 wurde durch die Redaktion von Mazdaznan – Ruf an die Welt nochmals die Autorität Otto Rauths bekräftigt und die Ausrufung des von Henry Sorge ernannten Vorstands als unwirksam erklärt.
Otto Rauth, der bereits 1934 von Hanish den Auftrag erhalten hatte, die bis zu diesem Zeitpunkt erschienene Mazdaznan-Literatur neu zu edieren und dabei insbesondere die bei der Herausgabe verwendeten Übersetzungen aus dem Amerikanischen zu überarbeiten, nahm seine publizistische Tätigkeit ab 1954 wieder auf und veröffentlichte sukzessive die überarbeiteten Mazdaznan-Titel, ergänzt durch Vorträge, die Otoman Zar-Adusht Hanish auf seinen Reisen 1923 bis 1932 in Deutschland und bis zu seinem Tod in Amerika gehalten hatte.

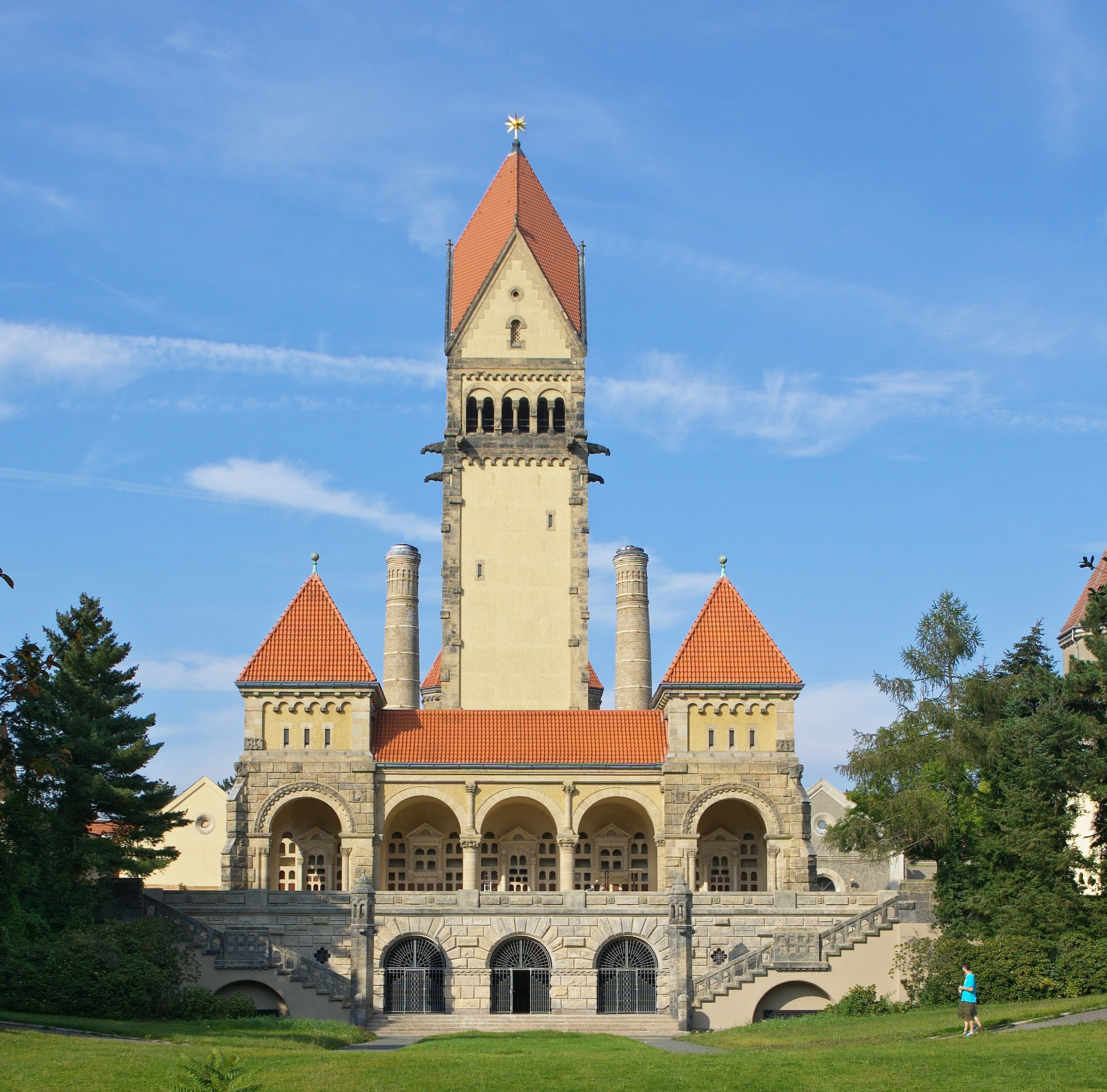
Südfriedhof Leipzig: Die ursprünglich mit Rosenstöcken bepflanzte Urnengemeinschaftsanlage vor den Stufen zum Kolumbarium, in der die Urne Rauths anonym beigesetzt wurde.

Anlässlich des 80. Geburtstages von Otto Rauth wurde in der Mitglieder-Zeitschrift eine umfassende und uneingeschränkte Würdigung seines Lebenswerkes veröffentlicht.
Otto Rauth, der bis zuletzt an der Herausgabe von Hanishs Werken arbeitete, starb unerwartet an einem Hirnschlag, der ihn während der Arbeit am Schreibtisch seiner Wohnung in der Villa Sieglitz im Leipziger Stadtteil Plagwitz ereilte.
Unter großer Anteilnahme der Mazdaznan-Gemeinde fand die Trauerfeier in der Hauptkapelle des Leipziger Südfriedhofes statt. Seine Urne wurde am 15. Dezember 1967 anonym in einer Urnengemeinschaftsanlage am Fuße des Kolumbariums bestattet.